# Институт Бхактиведанты
Институ́т Бхактиведа́нты (англ. Bhaktivedanta Institute) был основан в 1976 году Бхактиведантой Свами Прабхупадой (основателем Международного общества сознания Кришны), как некоммерческий религиозный исследовательский и образовательный институт для проведения исследований взаимосвязи между наукой, обществом и религией. 
Институт Бхактиведанты позиционирует себя как «международная ассоциация учёных, занимающаяся координацией отношений между наукой и религией…». Институт объявил своей основной задачей «продвижение исследований альтернативных парадигм, необходимых как в науке, так и в религии, для систематического изучения и понимания неквантитативных аспектов окружающего нас мира — в особенности природы жизни и сознания».
С момента основания и до 2006 года международным директором института был Т. Д. Синх (Бхактисварупа Дамодара Свами). Институт имеет около 80 постоянных сотрудников и филиалы в Мумбаи, Сан-Франциско, Париже, Тирупати и Калькутте, а также подразделения во многих странах мира, в том числе и России.
Главным направлением работы Института является проведение исследований альтернативных парадигм, необходимых как в науке, так и в религии, для систематического изучения и понимания аспектов не поддающихся неколичественным оценкам — особенно природы жизни и сознания. Деятельность Института в этой области включает в себя публикацию книг, интервью и монографий, так же как и организацию семинаров и конференций. Институт также проводит специальные программы для студентов, как например лекции в учебных
заведениях, длительные курсы подготовки, летние лагеря, дискуссии и конкурсы написания эссе. Всемирный Конгресс «Синтез науки и религии», проходивший в 1986 году в Мумбаи — это первый международный конгресс, организованный и проведенный Институтом Бхактиведанта. Впоследствии Институт организовал следующие конгрессы:
- Первый международный конгресс по изучению сознания в современной науке. (Калифорнийский университет, Сан-Франциско, 1990 год)
- Второй всемирный Конгресс «Синтез Науки и Религии». (Калькутта, 1997)
- Второй международный конгресс о Жизни и её причинах. (Рим, 2004)